# Спортен комплекс "Наим Сюлейманоглу"
Спортен комплекс „Наим Сюлейманоглу“ е комплекс от спортни съоръжения в Община Момчилград, Област Кърджали

## История
Сградата е строена през 1984 г. и е обновена преди няколко години.
Разполага с 4 зали, 16 хотелски стаи със самостоятелни санитарни възли, ресторантска част с около 60 места.
Основно залите се използват от клубовете по борба и вдигане на тежести.
Хотелската и ресторантската част са неизползваеми.
Сградата е модерна и добре оборудвана с идеални условия.

## Мултифункционална площадка
Комплексът също така разполага с допълнителна мултифункционална спортна площадка с тенис на маса, с баскетбол и волейбол на открито и трибуни за 900 души, където се провеждат национални и международни състезания.

## Поддръжка и отопление
Има изградена централна отоплителна инсталация с котел и пелети разделена на 4 зони на отопление, също така има изградена слънчева инсталация за топла вода.